# Megacorporation
De megacorporation (megacorporatie) is een term uit met name de sciencefiction, die verwijst naar een bedrijf dat op verschillende terreinen extreem machtig is. Omdat erg weinig corporaties in de wereld momenteel voldoen aan de criteria om beschouwd te kunnen worden als megacorporaties, blijft het concept van dit soort organisaties behouden aan het rijk der fictie.

## Achtergrond
De term is gepopulariseerd door William Gibson en stamt van de combinatie van het voorvoegsel mega- met het Engelse woord corporation (dat staat voor corporatie). Het heeft zich ontwikkeld tot een populaire term in de cyberpunk literatuur. Het verwijst naar een fictieve corporatie in de vorm van een enorm conglomeraat dat zowel verticale als horizontale monopolistische of bijna-monopolistische controle heeft over meerdere markten. Megacorporaties zijn zo machtig dat ze de wet kunnen negeren, beschikken over hun eigen zwaar-bewapende legers op militaire schaal, bezitten soeverein grondgebied en gedragen zich in sommige gevallen zelfs als overheid. Vaak oefenen ze een grote mate van controle uit over hun werknemers en voeren ze hiermee het idee van bedrijfscultuur tot in het extreme door. Dergelijke organisaties waren al lang voor cyberpunk een belangrijk onderdeel van de sciencefiction en verschenen in werken van schrijvers als Philip K. Dick (Do Androids Dream of Electric Sheep?), Thea von Harbou (Metropolis), Rober A. Heinlein (Citizen of the Galaxy), Robert Asprin (The Cold Cash War) en Andre Norton (The Solar Queen novels).
Bijna alle beschrijvingen van megacorporaties zetten deze neer als amoreel opererend (niet geïnteresseerd zijnde in het overwegen van ‘goed’ of ‘slecht’ bij het besluitvormingsproces), enkel uit een verlangen naar meer productiviteit, winst en efficiëntie; als in een machinewereld. Een uitzondering op deze stelling vormt een onderdeel uit een kerstverhaal dat plaatsvindt in een stadje waar bijna alle bedrijven bezit zijn van een corporatie genaamd: “Own All Corp”. Wanneer de eigenaar van de enige winkel niet in het bezit van Own All Corp weigert deze aan Own All Corp te verkopen, wordt dit winkeltje niet door Own All Corp gesaboteerd, maar door een hebberig familielid die wel bereid is akkoord te gaan met de verkoop aan Austin Bucks, hoofd van Own All Corp. Own All Corp voert zelfs geen enkele slechte daad uit in het gehele verhaal.

## Voorbeelden
De Nederlandse Verenigde Oost-Indische Compagnie was de eerste multinationale organisatie in de wereld en het eerste bedrijf dat aandelen uitgaf. Het was zo mogelijk ook de eerste megacorporatie ter wereld. Zo bezat het quasi-overheidsmacht, waaronder het ter oorlog varen, kon het verdragen afsluiten, munten slaan en kolonies tot stand brengen.

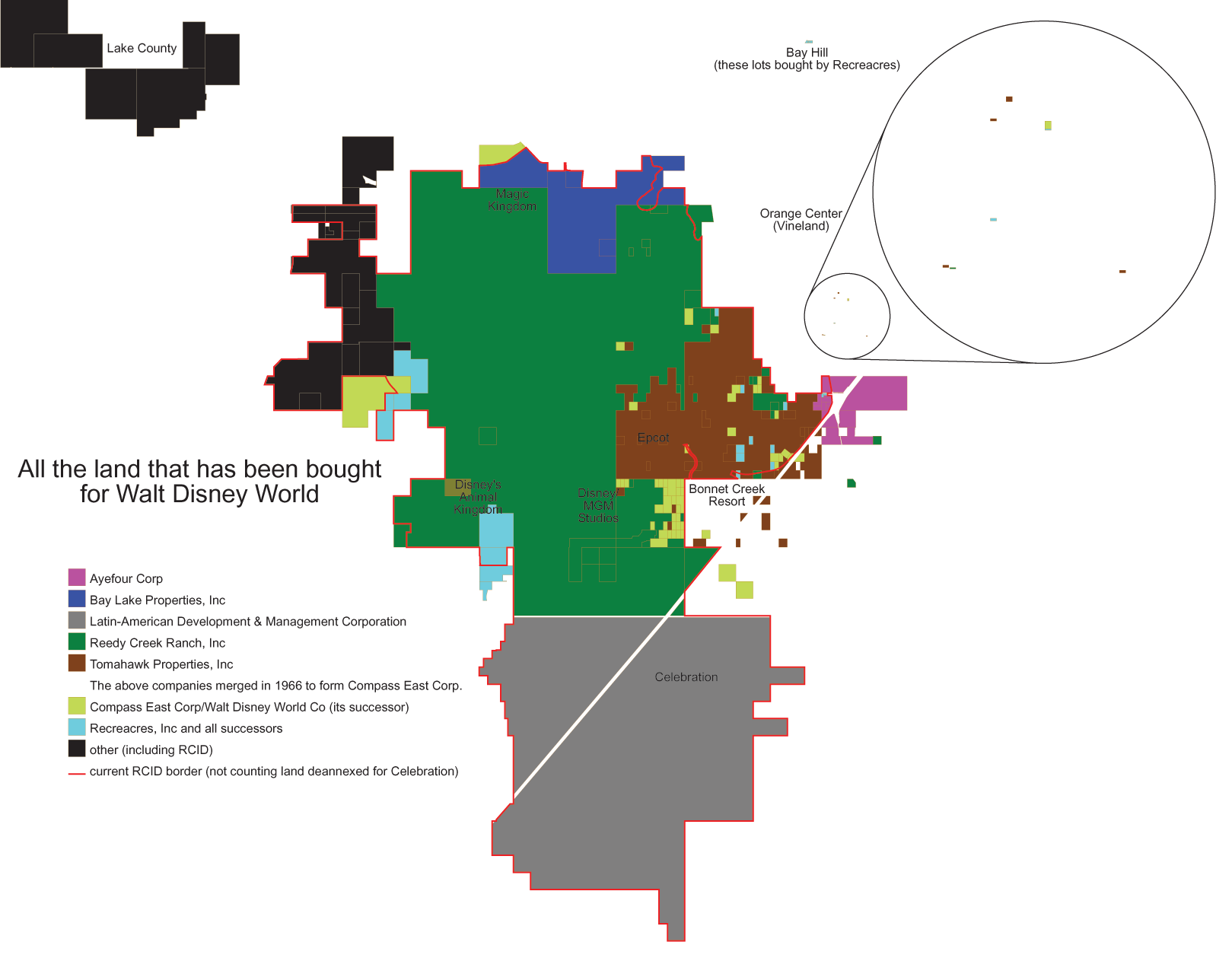
Het Reedy Creek Improvement District

Walt Disney is een van de weinige multinationals die een grote mate van eigen bestuur kan uitoefenen, in de streek in Florida genaamd Reedy Creek Improvement District. Binnen dit district heeft Disney wettelijke autoriteit om haar eigen bouw-reglementen uit te vaardigen, stroomvoorziening en brandveiligheid te beheren en land buiten het district gedwongen op te kopen van burgers. De corporatie beschermt zichzelf van bemoeienis van buitenaf door enkel Disney-medewerkers land te laten bezitten binnen het district. Op deze manier kan Disney bepalen wie er tot district manager wordt benoemd en op deze manier voorkomen dat Disney binnen het district in haar macht voor beperkt.
De Hudson's Bay Company bezat ooit het grootste deel van de Britse Koloniën in Canada. Zij vormden hier de enige vorm van wetshandhaving en beheerden het enige contact met het Europese vasteland.
De Britse Oost-Indische Compagnie speelde de rol van megacorporatie in India, waar het haar eigen leger onderhield en grote delen van het Indische subcontinent beheerde gedurende 250 jaar, alvorens te worden opgenomen in Brits-Indië.